# Piotr Czerwiński (kontrabasista)
Piotr Czerwiński (ur. 1954 w Toruniu) – polski kontrabasista, profesor zwyczajny, profesor Akademii Muzycznej im. Ignacego Jana Paderewskiego w Poznaniu, członek Orkiestry Filharmonii Poznańskiej.
W 1974 zdobył II nagrodę w I Ogólnopolskim Konkursie Kontrabasowym im. A.B. Ciechańskiego w Poznaniu, w 1977 wygrał Konkurs Muzyki Współczesnej w Konserwatorium w Moskwie, a 1978 uzyskał brązowy medal na Międzynarodowym Konkursie Muzycznym w Genewie. W 1978 r. ukończył Konserwatorium im. Piotra Czajkowskiego w Moskwie, w klasie prof. Eugeniusza Kołosowa.
Koncertował z recitalami oraz jako solista z orkiestrami w wielu krajach. Obecnie prowadzi klasę kontrabasu w Akademii Muzycznej im. Ignacego Jana Paderewskiego oraz jest solistą i kierownikiem grupy kontrabasów w Orkiestrze Filharmonii Poznańskiej.
Od 1983 jest jurorem kolejnych edycji Ogólnopolskiego Konkursu Wiolonczelowego i Kontrabasowego w Poznaniu.

## Nagrody i wyróżnienia
- II miejsce na Ogólnopolskim Konkursie Kontrabasistów im. Adama Bronisława Ciechańskiego w Poznaniu (1974)[1][3]
- I miejsce na Konkursie Muzyki Współczesnej w Konserwatorium Moskiewskim (1977)[1][3]
- brązowy medal na Międzynarodowym Konkursie Kontrabasowym w Genewie (1978)[1][3]